# Belmonte, Bahia
Belmonte är en ort i Brasilien.   Den ligger i kommunen Belmonte och delstaten Bahia, i den östra delen av landet, 1 000 km öster om huvudstaden Brasília. Belmonte ligger 5 meter över havet och antalet invånare är 9 806.
Terrängen runt Belmonte är mycket platt. Havet är nära Belmonte österut. Trakten är glest befolkad. Det finns inga andra samhällen i närheten.